# 崔太洋
崔太洋（： Choi Taeyang；2001年7月1日—），藝名為THEO（韓語：테오），在FNC娛樂旗下韓國男子組合P1Harmony擔任Vocal。2020年10月8日，反映P1Harmony世界觀電影的《P1H:新世界的開始》上映，是首個以電影出道的韓國男團；接著於10月28日，發行首張迷你專輯《DISHARMONY : STAND OUT》。

## 演藝生涯

### 出道前
- 曾為SM Entertainment旗下練習生[註 1]，後於2019年加入FNC娛樂。
- 2020年9月3日，FNC娛樂公開THEO的預告照。[6][7]

### 2020年-2022年
- 2020年10月28日，以男子團體P1Harmony成員正式出道。[8][9]
- 2021年5月8日，受訪時成員們表示THEO是隊內運動神經最好的，擅長排球、游泳。[10][11]
- 2022年7月1日，在whosfan app上獲得票選第一，生日應援登上美國紐約時代廣場。[12][13]

### 2023年
- 10月30日發布為KBS2月火劇《婚禮大捷》演唱的首波OST《반이라서(Half of My Heart)》，為出道後首次參與電視劇OST。[14][15]

## 音樂作品

### 團體音樂作品
團體音樂作品請參考P1Harmony#音樂作品條目。

### 音樂原聲帶(OST)
| 發行日期       | 歌曲名稱                   | 影視名稱         | 備註 |
| 2023年10月30日 | 반이라서(Half of My Heart) | KBS2《婚禮大捷》 |      |

### 韓國音樂著作權協會登錄的作品
韓國音樂著作權協會THEO的編號：10027705
| 發行日期       | 歌曲名稱                        | 收錄專輯                   | 作詞 | 作曲 | 編曲 |
| 2020年10月28日 | INTRO 틀(BREAKTHROUGH)          | 《DISHARMONY : STAND OUT》 |      |      |      |
| 2020年10月28日 | That's It（이거지）             | 《DISHARMONY : STAND OUT》 |      |      |      |
| 2020年12月29日 | 틀(BREAKTHROUGH) (FULL VERSION) | MIX HARMONY project        |      |      |      |
| 2023年4月21日  | Super Chic                      | -                          |      |      |      |

## 影視作品

### 團體作品
團體影視作品請參考P1Harmony#影視作品條目。

## 備註
1. ↑  在2022年1月7日NAVER NOW的最強昌珉的Free Hug電台節目提到。

## 外部連結
官方社群網站
- P1Harmony的X（前Twitter）
- P1Harmony的X（前Twitter）
- P1Harmony的X（前Twitter）（日語）
- P1Harmony的Instagram帳戶
- YouTube上的P1Harmony頻道
- P1Harmony的Facebook專頁
- P1Harmony的新浪微博（简体中文）